# Белязан да умре
„Белязан да умре“ (на английски: Marked for Death) е американски екшън филм от 1990 г. на режисьора Дуайт Литъл, по сценарий на Майкъл Грейс и Марк Виктор. Във филма участват Стивън Сегал, Джоана Пакула и Кийт Дейвид.